# Block B
Block B (Hangul: 블락비) là một nhóm nhạc nam Hàn Quốc được thành lập bởi Cho Joong-hoon vào ngày 14 tháng 5 năm 2011. Nhóm gồm 7 thành viên: Taeil, B-Bomb, Jaehyo, U-Kwon, Park Kyung, Zico và P.O. Thành viên kiêm trưởng nhóm Zico đã đã kết thúc hợp đồng với công ty quản lý của Block B vào năm 2019 để chú trọng vào hoạt động cá nhân, song anh không rời khỏi nhóm và hoạt động của Block B vẫn sẽ được sắp xếp với đầy đủ 7 thành viên. Năm 2021, thành viên P.O không tiếp tục tái kí hợp đồng với công ty. Năm 2023, Seven Seasons thông báo 3 thành viên bao gồm U-Kwon, B-Bomb và Jaehyo chính thức kết thúc hợp đồng với công ty. Hiện tại nhóm chỉ còn thành viên Taeil và Park Kyung đang trực thuộc và đồng quản lý bởi KQ Entertainment và Seven Seasons.

## Lịch sử

### 2011: Ra mắt

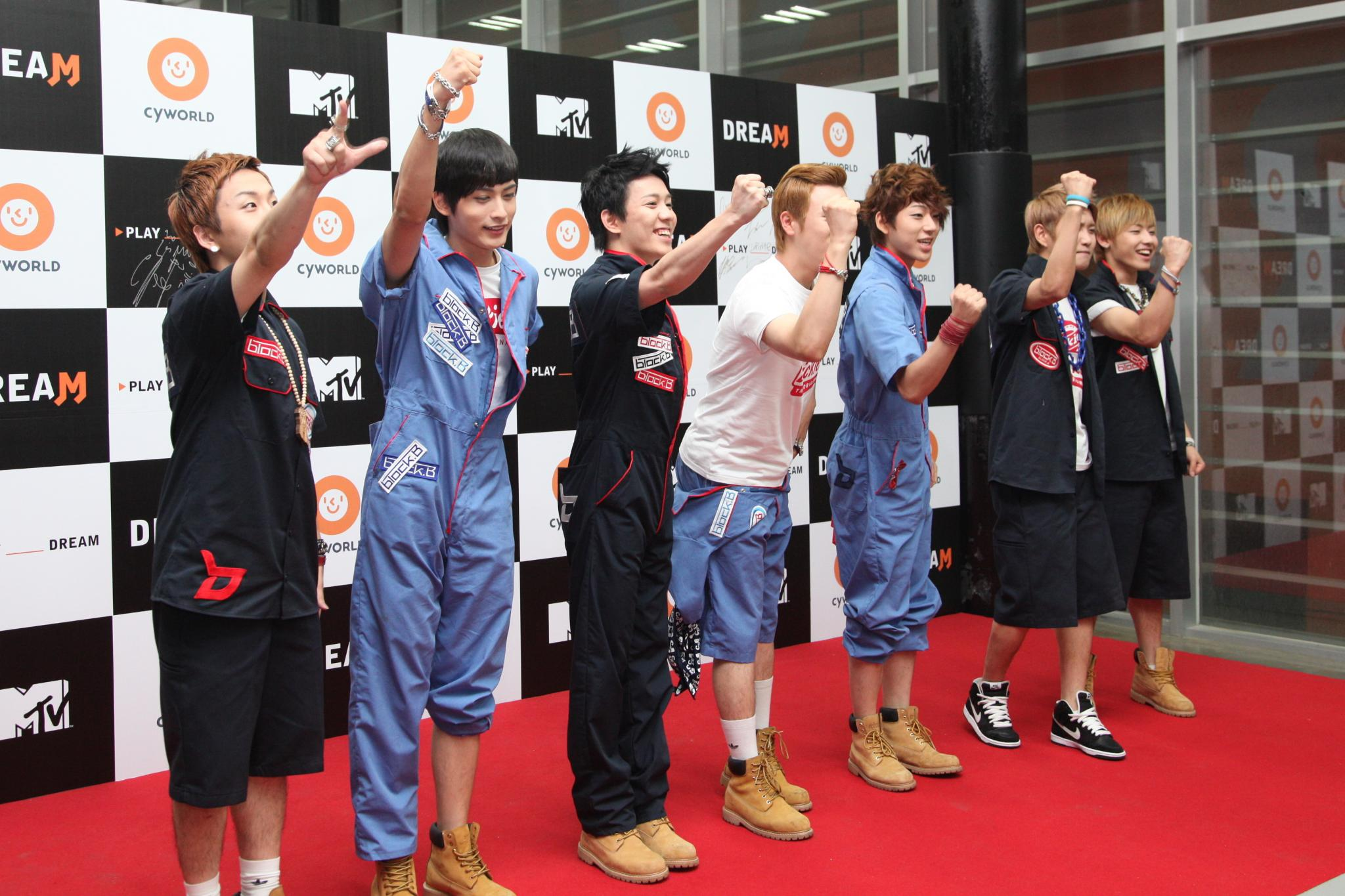
Block B tại Dream Music Festival năm 2011

Vào tháng 2 năm 2011, Cho PD thông báo rằng ông sẽ tiêu 1,4 triệu USD để tạo ra một nhóm nhạc hip hop bảy thành viên. Ông nói thêm rằng nhóm nhạc này đã được hướng dẫn bởi các nghệ sĩ hip hop khác. Nhóm này đã thu hút sự quan tâm cả trong nước và quốc tế trước khi ra mắt single mang tên Do You Wanna B? trong đó bao gồm ba bài hát.
Ngày 13 Tháng Tư năm 2011, video âm nhạc đầu tay của họ "Freeze!" đã được phát hành, nhưng bị cấm bởi Ủy ban Bảo vệ Thanh niên vì họ cho rằng nó quá sexy để được phát sóng trên truyền hình Hàn Quốc. Kết quả là, bài hát có thể không được bán cho trẻ vị thành niên dưới 19 tuổi, và video có thể không được phát sóng trước 22 giờ. Vào ngày 15 tháng 4 năm 2011, Block B xuất hiện lần đầu trên KBS Music Bank với ca khúc "Wanna B".
Vào ngày 22 tháng 6 năm 2011, tập đầu tiên của loạt phim của MTV, Match Up! được phát sóng, bộ phim có sự tham gia của Block B và B1A4. Tập đầu tiên tiết lộ video âm nhạc Block B cho ca khúc chủ đề mini album của họ, "Tell Them".

### 2012:Welcome to the Block
Vào tháng 1 năm 2012, Block B công bố sẽ trở lại với một mini album mới mang tên Welcome to the Block. Ngày 01 tháng 2, "Nalina" đã được công bố cho công chúng, tuy nhiên, hai bài hát khác từ album ("LOL" và  "Did You or Did You Not") đã bị cấm bởi Bộ Bình đẳng giới và gia đình (MOGEF) và KBS vì họ cho rằng các bài hát có nội dung không phù hợp với trẻ vị thành niên.
Vào tháng 2 năm 2012, Block B đã bị chỉ trích vì một video từ một cuộc phỏng vấn đã diễn ra ở Thái Lan một tháng trước đó. Đáp lại, các thành viên đã viết thư và phát hành một video để xin lỗi trên kênh YouTube của công ty họ. Leader của Block B là Zico cũng đã cạo trọc đầu để chứng tỏ sự hối hận của mình.
Block B trở lại vào tháng 10 năm 2012 với full album đầu tiên của họ, Blockbuster. Trong album này, nhóm đã chuyển từ phong cách âm thanh hiphop thường thấy của họ để kết hợp nhiều phong cách âm nhạc khác nhau. Hầu hết các ca khúc trong album được viết hoặc sản xuất bởi các thành viên. Ca khúc chủ đề "Nillili Mambo" cũng đã tới được xếp hạng thứ 10 trên bảng xếp hạng Billboard.
Block B thực hiện "All of the Lights" với Alexandra Burke như là một phần của một giai đoạn đặc biệt của H-Artistry tại Malaysia vào tháng 3. Ngày 30 tháng 11, Block B biểu diễn lần đầu tiên tại  Mnet Asian Music Awards.

### 2013:

#### Vụ kiện chống lạiStardom Entertainment, vụ tự sát của giám đốc điều hành
Vào ngày 03 tháng 1, Block B đệ đơn kiện chống lại công ty của họ, đòi chấm dứt hợp đồng độc quyền với Stardom Entertainment. Theo các phương tiện truyền thông, các thành viên Block B đã nộp đơn chống lại Stardom Entertainment tại Tòa án trung tâm Seoul, nói rằng: "Trong việc ký kết hợp đồng độc quyền, công ty đã hứa rằng ngoài việc cung cấp cơ hội đào tạo thích hợp và cơ sở vật chất, chúng tôi sẽ được thanh toán tiền lương vào ngày 25 của tháng tiếp theo... Tuy nhiên, Stardom đã không trả tiền cho chúng tôi trong gần một năm kể từ tháng 4 năm 2011." "Nó bắt đầu vào tháng 3 năm ngoái khi hợp đồng của một thành viên đã kết thúc và phần của anh về tiền lương đã được tính toán... phí xuất hiện từ các sự kiện cũng như trả lương từ phim truyền hình SBS 'OST Phantom, phim truyền hình của đài MBC" OST Time Golden', và nguồn kinh phí thu từ khánh thành câu lạc bộ fan hâm mộ trang web tiếng Nhật của chúng tôi, và nhiều hơn nữa với tổng số 10 điều, đã bị bỏ qua." Họ nói thêm, "Giám đốc điều hành của Stardom, ông Lee cũng đã biến mất cùng với 70.000.000 won (~ 66.000 USD) mà ông thu được từ gia đình của các thành viên."
Ngày 20 tháng năm 2013, một nguồn tin cho biết ông Lee đã tự sát.
Vào ngày 7 tháng 6 năm 2013, tòa án phán quyết có lợi cho công ty. Block B đã xin lỗi người hâm mộ và đưa ra thông báo rằng họ sẽ không tiếp tục làm việc với Stardom Entertainment.

#### Trở lại với công ty quản lý mới
Vào ngày 29 tháng 8 năm 2013, Block B đã thông báo rằng họ đã đàm phán chuyển nhượng hợp đồng độc quyền của họ từ Stardom cho một công ty quản lý mới, Seven Seasons. Một đại diện của Seven Seasons cho biết nhóm sẽ trở lại với album mới vào tháng 10.
Seven Seasons đã tạo một trang Youtube mới để đăng tải các video của Block B. Ngày 17 tháng 9 năm 2013, Block B công bố phát hành single của họ thông qua kênh YouTube. Đĩa đơn "Be the Light" đặc trưng giọng hát Taeil với một đoạn clip ngắn của MV của họ đi kèm với nó. Video đầy đủ được phát hành ngày 22 tháng 9 năm 2013.

### 2014:Blockbuster, H.E.R
Block B đóng vai chính trong chương trình thực tế riêng của họ được chiếu vào ngày 10 Tháng Tư trên Mnet. Trong đầu tháng 4, Block B đã thông báo rằng họ sẽ phát hành một album mới với tên gọi "Jackpot".  Đoạn video cho ca khúc chủ đề của album, "Jackpot" được phát hành ngày 15 tháng 4, trong khi các album được dự kiến sẽ được phát hành ngày 17 tháng 4. Nhưng sự trở lại của nhóm đã bị hủy bỏ sau vụ chìm phà Sewol ở Hàn Quốc.
Block B đã tổ chức hàng loạt buổi hòa nhạc tại Hàn Quốc lần đầu tiên của họ năm 2014. Block B cũng đã trình diễn tại New York, Miami, và Washington vào tháng thông qua các tổ chức buổi hòa nhạc jazzy.
Ngày 11 tháng 7, Seven Seasons bố rằng Block B sẽ phát hành một mini-album mới, mang tên HER, vào ngày 24. Sáu ngày sau, Seven Seasons đã phát hành bản digital của Jackpot lần đầu tiên. "Jackpot" xếp hạng thứ mười trên single Gaon bảng xếp hạng trong tuần đầu tiên phát hành.
"H.E.R "được phát hành vào ngày 24 với một video âm nhạc đi kèm, bài hát đứng vị trí số ba trên bảng xếp hạng single Gaon. Vào ngày 22 và 23, Block B đã tổ chức một encore solo của loạt concert tại Hàn Quốc, thu hút hơn 10.000 người hâm mộ đến hai show diễn tại SK Olympic Handball Gymnasium ở Seoul.

### 2015: Ra mắt tạiNhật Bản, tour diễnChâu Âu, nhóm nhỏ BASTARZ và hoạt động solo

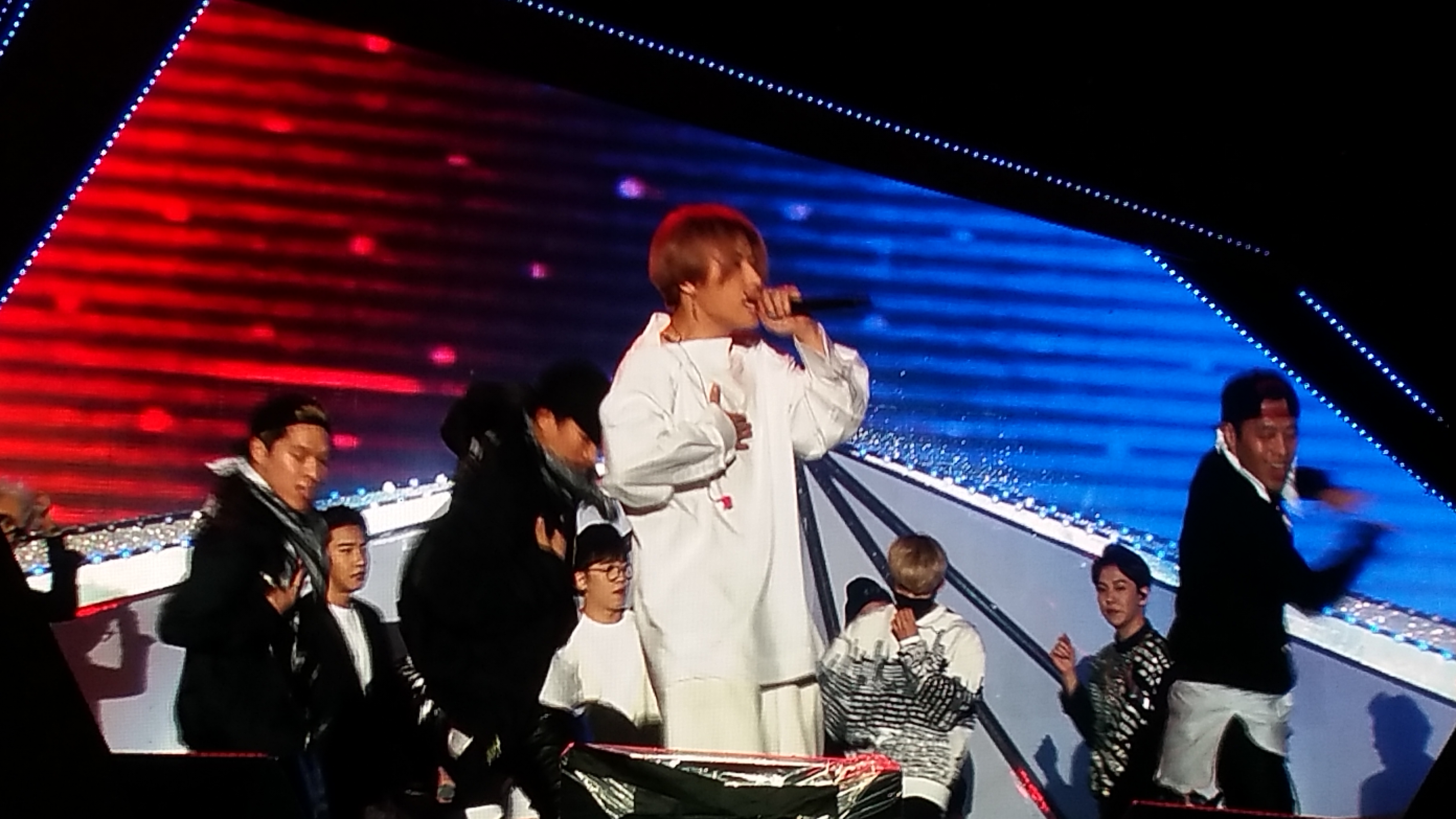
Block B tại KCON Jeju 2015

Block B đã ra mắt chính thức tại Nhật Bản vào ngày 21 tháng 1 năm 2015, với việc phát hành CD single "Very Good" (bản tiếng Nhật). Ca khúc đứng vị trí số 5 trên bảng xếp hạng Oricon hàng tuần và số 7 trên bảng xếp hạng Billboard Japan Hot 100.
Nhóm đã có buổi họp fan chính thức đầu tiên của mình vào ngày 15 Tháng 2 năm 2015.
Block B tiến hành tour diễn châu Âu đầu tiên của họ vào tháng Hai và tháng 3 năm 2015, đến thăm Paris ngày 27 tháng 2, Helsinki 01 Tháng Ba, Warsaw 06 tháng 3, và Milan tháng 8.
Vào ngày 27, Taeil phát hành ca khúc solo "Shaking," hay còn gọi là "Inspiring".
trang web chính thức ở Nhật Bản của Block B đã thông báo ngày 01 tháng 5 rằng nhóm sẽ phát hành single thứ hai của họ trong nước, phiên bản tiếng Nhật của "H.E.R," vào tháng 27.
Vào ngày 02 tháng 8, Block B đã biểu diễn tại Los Angeles KCON.
Park Kyung phát hành một ca khúc solo 21 tháng 9 được gọi là "Ordinary Love" với Park Boram. Ca khúc được sản xuất bởi Park Kyung phối hợp với Kero One.

### 2016:
Vào tháng 2 năm 2016, công ty quản lý Block B của, Seven Seasons, thông báo rằng nhóm sẽ phát hành một mini-album mới vào tháng Tư, với một đĩa đơn đầu tiên sắp ra trong tháng Ba. Công ty sau đó thông báo rằng Block B sẽ tổ chức hai buổi biểu diễn khoảng 14.730 chỗ ngồi tại Olympic Gymnastics Arena ở Seoul ngày 2 tháng 4 và tháng 3.
Vào ngày 26, ngay trước khi phát hành đĩa đơn đầu tiên của họ, toàn bộ nhóm xuất hiện như là khách mời trong show truyền hình Saturday Night Live Korea. Các tập phim bao gồm một vở kịch về người hâm mộ tiểu thuyết trong đó Park Kyung và Zico đã yêu và đã hôn nhau trên môi. Nụ hôn dẫn đến chương trình bị xử phạt bởi Ủy ban Tiêu chuẩn Truyền thông Hàn Quốc, trong đó quy định rằng các kịch ngắn thăng chức đồng tính luyến ái trẻ vị thành niên.
Block B phát hành single "A Few Years Later" ngày 28 tháng 3
Tại buổi biểu diễn ngày 2 tháng 4 của nhóm, Block B thông báo rằng album Blooming Period sẽ được phát hành ngày 11 tháng 4, với "Toy" là ca khúc chủ đề.

## Thành viên
| Nghệ danh  | Nghệ danh | Tên thật    | Tên thật | Ngày sinh         |
| Latinh     | Hangul    | Latinh      | Hangul   | Ngày sinh         |
| ---------- | --------- | ----------- | -------- | ----------------- |
| Taeil      | 태일      | Lee Taeil   | 이태일   | 24 tháng 9, 1990  |
| B-bomb     | 비범      | Lee Minhyuk | 이민혁   | 14 tháng 12, 1990 |
| Jaehyo     | 재효      | Ahn Jaehyo  | 안재효   | 23 tháng 12, 1990 |
| U-kwon     | 유권      | Kim Yookwon | 김유권   | 9 tháng 4, 1992   |
| Park Kyung | 박경      | Park Kyeong | 박경     | 8 tháng 7, 1992   |
| Zico       | 지코      | Woo Jiho    | 우지호   | 14 tháng 9, 1992  |
| P.O        | 피오      | Pyo Jihoon  | 표지훈   | 2 tháng 2, 1993   |

Chú thích
1. ↑  Yoon, Hyo-jin (ngày 16 tháng 6 năm 2016g). 블락비 소속사 세븐시즌스→KQ엔터테인먼트 사명 변경 [Block B's agency changed name, Seven Seasons → KQ Entertainment] (bằng tiếng Hàn). Electronic Times. Lưu trữ bản gốc ngày 4 tháng 10 năm 2016. Truy cập ngày 24 tháng 9 năm 2020.